# Ausbildungsberater
Ausbildungsberater sind nach dem deutschen Berufsbildungsgesetz in der Fassung von 2005 Mitarbeiter „zuständiger Stellen“ (beispielsweise Handwerkskammern, Industrie- und Handelskammern) mit dem Auftrag, die Durchführung der Berufsausbildung zu überwachen (§ 76 Überwachung, Beratung: „Die zuständige Stelle überwacht die Durchführung […] der Berufsausbildung […] und fördert sie durch Beratung der an der Berufsausbildung beteiligten Personen. Sie hat zu diesem Zweck Berater oder Beraterinnen zu bestellen.“)
Im Vergleich zur alten Fassung des Gesetzes von 1969 taucht der Begriff Ausbildungsberater an dieser Stelle nicht mehr auf, allerdings müssen die zuständigen Stellen nach § 88 folgende statistische Angaben für die Ausbildungsberater abgeben: Alter nach Altersgruppen, Geschlecht, Vorbildung, Art der Beratertätigkeit, fachliche Zuständigkeit sowie durchgeführte Besuche von Ausbildungsstätten. Damit wird zwangsläufig vorausgesetzt, dass dort Ausbildungsberater tätig sind.
Ausbildungsberater sind die Ansprechpartner für alle an der Berufsausbildung beteiligten Personen, beispielsweise Betriebe, Auszubildende, Berufsschullehrer und Eltern. Die Ausbildungsberater informieren über Neuordnungen der Ausbildungsberufe, Anforderungen bei Prüfungen, Führen der Ausbildungsnachweise, Anforderungen der verschiedenen Berufe und helfen bei Problemen in der Ausbildung. Sie sind bei den zuständigen Stellen für die Berufsausbildung, beispielsweise Handwerkskammer oder Industrie- und Handelskammer beschäftigt. Ihre Arbeit ist neutral und vertraulich. 
Die Tätigkeit der Ausbildungsberater erfordert viel Fingerspitzengefühl, da sie neben ihrer Beratertätigkeit auch einen öffentlich-rechtlich begründeten Überwachungsauftrag erfüllen müssen, der in Einzelfällen Sanktionen gegen Personen oder Betriebe auslösen kann. So kann etwa bei schweren Verstößen gegen einschlägige Gesetze und Vorschriften dem Betrieb die Ausbildungsberechtigung entzogen werden.